# (7275) 1983 CY2
1983 سي واي 2 (ويعرف أيضًا باسم (7275) 1983 سي واي 2 وفق تسمية الكوكب الصغير) (بالإنجليزية: 1983 CY2)‏ هو كويكب ضمن حزام الكويكبات؛ وترتيبه 7275 من حيث الاكتشاف.
اكتُشف هذا الجُرم الفلكي بواسطة نورمان جي. توماس في 15 فبراير 1983.

## وصلات خارجية
- (7275) 1983 CY2 في قاعدة بيانات مختبر الدفع النفاث لأجرام النظام الشمسي الصغيرة

- الاكتشاف · مخطط المدار ·  العناصر المدارية · المعلمات المادية

- (7275) 1983 CY2 على موقع ويكي سكاي: DSS2, SDSS, GALEX, IRAS, Hydrogen α, X-Ray, Astrophoto, Sky Map, Articles and images